# Nina Heidt-Sommer

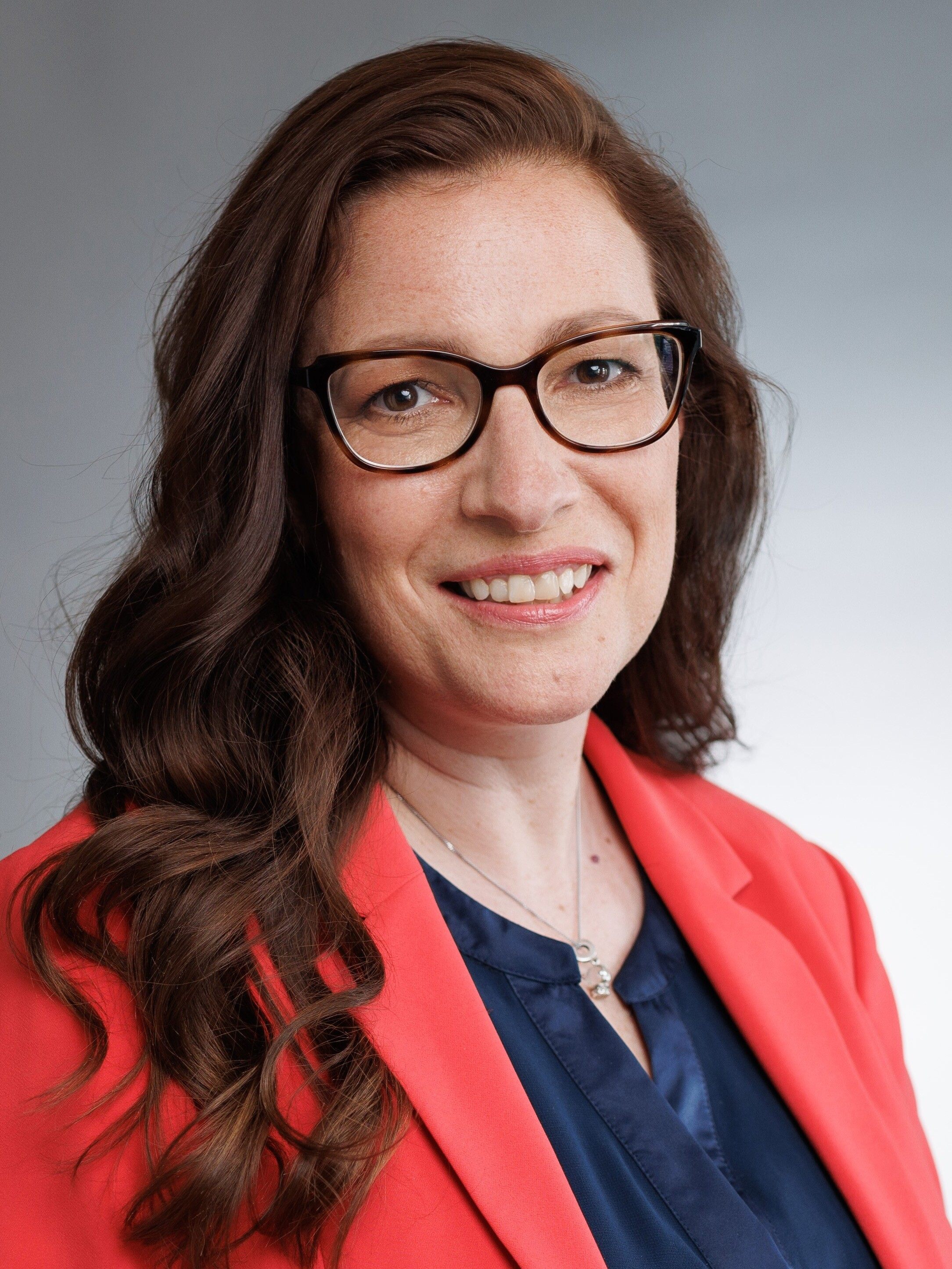
Nina Heidt-Sommer, 2022

Nina Heidt-Sommer (* 13. Juli 1978 in Lahn-Gießen) ist eine deutsche Politikerin (SPD). Seit 2021 ist sie Abgeordnete im Hessischen Landtag.

## Leben

### Beruflicher Werdegang
Heidt-Sommer wuchs in Biebertal auf und legte 1998 ihr Abitur an der Gesamtschule Gießen-Ost ab. Danach studierte sie Lehramt an Grundschulen an der Justus-Liebig-Universität Gießen. Nach dem Studienabschluss war Heidt-Sommer erst als Referendarin, dann nach dem zweiten Staatsexamen 2005 als Lehrerin an der Grundschule Gießen-West tätig.

### Mitgliedschaft in der SPD
Heidt-Sommer gehört seit 1996 der SPD an. Seit der Kommunalwahl 2011 gehört sie  als Mitglied der Gießener Stadtverordnetenversammlung an, in der sie seit 2016 der SPD-Fraktion stellvertretend vorsitzt. Seit 2019 ist sie eine Vorsitzende im Gießener Stadtverband der SPD. Im SPD Unterbezirk Gießen ist Heidt-Sommer stellvertretende Vorsitzende. Von 2012 bis 2021 war sie zudem Vorsitzende der Arbeitsgemeinschaft sozialdemokratischer Frauen (AsF)  Gießen. Im Mai 2022 wurde Heidt-Sommer als Beisitzerin in den Landesvorstand der SPD Hessen gewählt, im März 2024 erfolgte die Wiederwahl. Gemeinsam mit Eberhardt Pausch leitet sie den Kirchen- und religionspolitischen Beirat der SPD Hessen.

### Mitgliedschaft im Hessischen Landtag
Im März 2018 wurde sie als Ersatzkandidatin für den Direktkandidaten im Wahlkreis Gießen I, Frank-Tilo Becher, nominiert, der bei der Landtagswahl in Hessen 2018 ein Mandat im Hessischen Landtag errang. Durch die Wahl von Becher bei der Oberbürgermeisterwahl in Gießen in der Stichwahl am 24. Oktober 2021 rückte Nina Heidt-Sommer nach dessen Amtsantritt am 13. Dezember 2021 in den Landtag nach. Hier vertrat sie die SPD-Fraktion im Kulturpolitischen Ausschuss, sowie im Petitionsausschuss. Zudem war sie religionspolitische Sprecherin der SPD-Fraktion.
Über Listenplatz Nr. 15 zog Heidt-Sommer bei der Wahl 2023 wieder in den Landtag ein. Sie ist stellvertretende Fraktionsvorsitzende und vertritt die Fraktion im Kulturpolitischen Ausschuss, im Ausschuss für Wissenschaft und Kultur und im Hessischen Landesdenkmalrat. Zudem ist Heidt-Sommer Bildungspolitische Sprecherin und weiterhin Kirchen- und religionspolitische Sprecherin der SPD-Fraktion.

### Gewerkschaftliches Engagement
Heidt-Sommer ist Mitglied der Gewerkschaft Erziehung und Wissenschaft (GEW). Seit 2012 ist sie Vorsitzende im Team des GEW Kreisverbandes Gießen. Sie ist Vorsitzende GEW-Bezirksverbands (BV) Mittelhessen sowie Leiterin im Team „Referat Schule und Bildung“ der GEW Hessen. Von 2012 bis 2021 war Heidt-Sommer Mitglied des Gesamtpersonalrats am Staatlichen Schulamt für Stadt und Landkreis Gießen und den Vogelsbergkreis, von 2019 bis 2021 Mitglied des Hauptpersonalrats der Lehrerinnen und Lehrer am Hessischen Kultusministerium.

### Privates
Heidt-Sommer ist verheiratet und hat zwei Kinder.